# Sindhu Vee
Sindhu Venkatanarayanan (nacido el 19 de junio de 1969) es una cómica de monólogos de la India que vive y actúa en el Reino Unido bajo el nombre de Sindhu Vee .

## Biografía
Nació en Nueva Delhi, India, hija de padre funcionario y madre maestra, y ha vivido en Delhi, Lucknow y Filipinas. Ha estudiado en la Universidad de Delhi, la Universidad de Oxford, la Universidad de Chicago y la Universidad McGill, y trabajó en la banca como "comerciante de bonos de alto vuelo" en Londres.
Vive en Londres con su esposo danés, un financiero, y sus tres hijos.

## Carrera
Comenzó a realizar monólogos de comedia en 2012 y ha actuado en escenarios del Reino Unido, India y Estados Unidos. Ha aparecido en el Festival Fringe de Edimburgo cada año entre 2013 y 2017. Vee fue nominado para el premio BBC New Comedy en 2016, fue segundo en el Leicester Mercury Comedian of the Year 2017 y tercero en el NATYS 2017: New Acts of the Year Show.
Ha hecho apariciones televisivas en programas como Have I Got News For You ''Mock the Week'' y Would I Lie To You?  en BBC One, House of Games de Richard Osman y QI en BBC Two y Alan Davies: Aún sin título para Dave. A partir de 2018, es la presentadora del podcast Comedia de la semana de BBC Radio 4 y también ha aparecido en Quote... Unquote y The Unbelievable Truth. También apareció en la segunda temporada de la serie de Netflix Sex Education  como la madre de Olivia. En 2021, Vee apareció en la serie Starstruck de la BBC de Rose Matafeo.